# ナンタラ
ナンタラ (Nantallah) はアメリカ合衆国で生産された競走馬および種牡馬である。ナンターラと表記されることもある。

## 経歴
競走馬としてはアメリカ合衆国で走り、ステークスでの入着がある程度で目立った成績を残せなかった。
種牡馬入り後はルーテナントスティーヴンズといった後継種牡馬を何頭か残して成功を収めたが、現在父系は途絶えている。
しかし牝馬の産駒も多く残したため、母系において血脈は受け継がれている。
また、ラフショッドとの間に残した産駒のうち1959年に生まれたライダンと1961年に生まれたルーテナントスティーヴンズは後継種牡馬となり、1964年に生まれたソングは繁殖入り後の1969年にスペシャルを出産している。

## おもな産駒
- Bolinas Boy（1958年生）
- Mt.Hope（1958年生）
- Ridan（1959年生、アーリントンクラシックステークス）
- Lt.Stevens（1961年生）
- Good Investment（1965年生）
- Ambetella（1967年生）
- Amarullah（1954年生）

※上記7頭はすべて種牡馬となっている。
母の父としての主な産駒にはCanonero / キャノネロ（母ディキシーランド）がいる。

## 血統表
| ナンタラの血統（ナスルーラ系 / Sir Gallahad 4×4=12.50%、Celt・Ultimus 5×4=9.38%、Hors Concours・La Flambee 5×5=6.25%） | ナンタラの血統（ナスルーラ系 / Sir Gallahad 4×4=12.50%、Celt・Ultimus 5×4=9.38%、Hors Concours・La Flambee 5×5=6.25%） | ナンタラの血統（ナスルーラ系 / Sir Gallahad 4×4=12.50%、Celt・Ultimus 5×4=9.38%、Hors Concours・La Flambee 5×5=6.25%） | （血統表の出典） | （血統表の出典） |
| 父 Nasrullah 1940 鹿毛                                                                                                 | 父の父Nearco 1935 黒鹿毛                                                                                               | Pharos | Phararis         | Phararis         |
| 父 Nasrullah 1940 鹿毛                                                                                                 | 父の父Nearco 1935 黒鹿毛                                                                                               | Pharos | Scapa Flow       |                  |
| 父 Nasrullah 1940 鹿毛                                                                                                 | 父の父Nearco 1935 黒鹿毛                                                                                               | Nogara | Harvesac         | Harvesac         |
| 父 Nasrullah 1940 鹿毛                                                                                                 | 父の父Nearco 1935 黒鹿毛                                                                                               | Nogara | Catnip           |                  |
| 父 Nasrullah 1940 鹿毛                                                                                                 | 父の母Mumtaz Begum 1932 鹿毛                                                                                           | Blenheim | Blandford        | Blandford        |
| 父 Nasrullah 1940 鹿毛                                                                                                 | 父の母Mumtaz Begum 1932 鹿毛                                                                                           | Blenheim | Malva            |                  |
| 父 Nasrullah 1940 鹿毛                                                                                                 | 父の母Mumtaz Begum 1932 鹿毛                                                                                           | Mumtaz Mahal | The Tetrarch     | The Tetrarch     |
| 父 Nasrullah 1940 鹿毛                                                                                                 | 父の母Mumtaz Begum 1932 鹿毛                                                                                           | Mumtaz Mahal | Lady Josephine   |                  |
| 母 Shimmer 1945 鹿毛                                                                                                   | 母の父Flares 1933 鹿毛                                                                                                 | Gallant Fox | Sir Gallahad     | Sir Gallahad     |
| 母 Shimmer 1945 鹿毛                                                                                                   | 母の父Flares 1933 鹿毛                                                                                                 | Gallant Fox | Marguerite       |                  |
| 母 Shimmer 1945 鹿毛                                                                                                   | 母の父Flares 1933 鹿毛                                                                                                 | Flambino | Wrack            | Wrack            |
| 母 Shimmer 1945 鹿毛                                                                                                   | 母の父Flares 1933 鹿毛                                                                                                 | Flambino | Flambette        |                  |
| 母 Shimmer 1945 鹿毛                                                                                                   | 母の母Broad Ripple 1934 鹿毛                                                                                           | Stimulus | Ultimus          | Ultimus          |
| 母 Shimmer 1945 鹿毛                                                                                                   | 母の母Broad Ripple 1934 鹿毛                                                                                           | Stimulus | Hurakan          |                  |
| 母 Shimmer 1945 鹿毛                                                                                                   | 母の母Broad Ripple 1934 鹿毛                                                                                           | Hocus Pocus | Sir Gallahad     | Sir Gallahad     |
| 母 Shimmer 1945 鹿毛                                                                                                   | 母の母Broad Ripple 1934 鹿毛                                                                                           | Hocus Pocus | Hazzaza F-No.6-f |                  |